# Wicimiczki
Wicimiczki [pronunciación en polaco: /vit͡ɕiˈmit͡ʂki/] (en alemán: Neu Witzmitz) es una subzona del pueblo de Wicimici, ubicado en el distrito administrativo (gmina) de Płoty, distrito de Gryfice, voivodato de Pomerania Occidental, Polonia.
Está ubicada aproximadamente 10 km al noreste de Płoty, 14 km al sudeste de Gryfice, y 73 km al noreste de la capital regional, Szczecin.
Antes de 1945 el área era parte de Alemania. Para la historia de la región, véase Historia de Pomerania.